# Mercey
Mercey é uma comuna francesa na região administrativa da Normandia, no departamento de Eure. Estende-se por uma área de 3,54 km². Em 2010 a comuna tinha 53 habitantes (densidade: 15 hab./km²).